# Саратовка (Рубцовський район)
Сара́товка (рос. Саратовка) — село у складі Рубцовського району Алтайського краю, Росія. Адміністративний центр та єдиний населений пункт Саратовської сільської ради.

## Населення
Населення — 604 особи (2010; 859 у 2002).
Національний склад (станом на 2002 рік):
- росіяни — 87 %